# Patrimoni dell'umanità della Dominica
I patrimoni dell'umanità della Dominica sono i siti dichiarati dall'UNESCO come patrimonio dell'umanità a Dominica, che è divenuta parte contraente della Convenzione sul patrimonio dell'umanità il 4 aprile 1995.
Al 2022 un solo sito è iscritto nella Lista dei patrimoni dell'umanità: il Parco nazionale Morne Trois Pitons, scelto nel 1997 in occasione della ventunesima sessione del comitato del patrimonio mondiale. Tre sono invece le candidature per nuove iscrizioni.

## Siti del Patrimonio mondiale
| Foto | Sito                               | Luogo | Tipo                    | Anno | Descrizione |
| ---- | ---------------------------------- | --- | ----------------------- | ---- | --- |
|      | Parco nazionale Morne Trois Pitons | Parrocchia di Saint David, Parrocchia di Saint George, Parrocchia di Saint Patrick, Parrocchia di Saint Paul | Naturale (814; viii, x) | 1997 | La lussureggiante foresta tropicale naturale si fonde con elementi vulcanici panoramici di grande interesse scientifico in questo parco nazionale incentrato sul vulcano alto 1 342 m noto come Morne Trois Pitons. Con i suoi pendii scoscesi e le valli profondamente incise, 50 fumarole, sorgenti termali, tre laghi d'acqua dolce, un "lago bollente" e cinque vulcani, situati sui quasi 7 000 ettari del parco, insieme alla più ricca biodiversità delle Piccole Antille, il parco presenta una rara combinazione di caratteristiche naturali di grande valore. |

## Siti candidati
| Foto | Sito                                     | Luogo | Tipo                     | Anno       | Descrizione |
| ---- | ---------------------------------------- | --- | ------------------------ | ---------- | --- |
|      | Fort Shirley                             | Parrocchia di Saint John                                                                                    | Culturale (6020; ii, iv) | 05/02/2015 | Fort Shirley fa parte del Parco nazionale dei Cabrits e può essere considerato il sito storico più importante della Dominica poiché è stato teatro della famosa rivolta dell'8º reggimento delle Indie occidentali nel 1802, quando i soldati schiavi africani presero il controllo della guarnigione per tre giorni per protestare contro le condizioni di vita e la paura di essere mandati a lavorare nei canneti. La loro azione portò alla liberazione di tutti i soldati schiavi dell'impero britannico nel 1807.    |
|      | Parco nazionale del Morne Diablotin      | Parrocchia di Saint Andrew, Parrocchia di Saint John, Parrocchia di Saint Joseph, Parrocchia di Saint Peter | Naturale (6021; vii, x)  | 05/02/2015 | Il Parco nazionale del Morne Diablotin ospita due specie di pappagalli che non si trovano in nessun'altra parte del mondo: si tratta del Sisserou o pappagallo imperiale (Amazona imperialis) – uccello nazionale della Dominica – e del pappagallo dal collo rosso di Jaco (Amazona arausiaca). Entrambe le specie sono endemiche solo della Dominica e considerate in via di estinzione o minacciate. Infatti la tutela delle due specie di pappagalli è stata una delle ragioni principali per l'istituzione del parco. |
|      | Riserva marina di Soufrière-Scott's Head | Parrocchia di Saint Mark                                                                                    | Naturale (6022; vii, x)  | 05/02/2015 | La Riserva marina di Soufrière-Scott's Head si trova sulla punta sud-occidentale dell'isola di Dominica. L'intera riserva comprende i villaggi di Scotts Head e Soufrière fino ad Anse bateau, vicino al villaggio di Pointe Michel. È la baia più pittoresca dell'isola, sia sotto che sopra l'acqua. L'area è dominata dalla penisola di Scott's Head o Cashacrou, che separa il più calmo Mar dei Caraibi dal più selvaggio Oceano Atlantico.                                                                           |